# José Castillo (historietista)
José Castillo es un historietista español, dedicado al género cómico con especial abundancia en los años 1970. Antoni Guiral definió su estilo como “fácilmente identificable y de exquisita técnica”.

## Biografía
Es probable que Castillo comenzara su carrera profesional en publicaciones de la Editorial Marco, con trabajos en la revista La Risa. 
Desde finales de los años 1960, trabajó en diversas publicaciones de Bruguera, así como también en el efímero Strong de editorial Argos y para el mercado alemán.

## Obra
| Años | Título                               | Guionista     | Publicación                       | Editorial |
| ---- | ------------------------------------ | ------------- | --------------------------------- | --------- |
| 195- | Lib y Lob                            |               | La Risa                           | Marco     |
| 195- | Rinty y Pancho, enemigos y amigachos |               | La Risa                           | Marco     |
| 1966 | Evaristo                             |               | Pulgarcito                        | Bruguera  |
| 1969 | Severino y Severiano                 | Juan Potau    | Strong                            | Argos     |
| 1969 | Regalín                              |               | Gran Pulgarcito                   | Bruguera  |
| 1970 | Tapón y Dalilo                       | Andreu Martín | Gran Pulgarcito, Súper Pulgarcito | Bruguera  |
| 1970 | Trompinez                            | Andreu Martín | Mortadelo                         | Bruguera  |
|      | El capitán Barlovento                |               |                                   | Bruguera  |